# 第七二一海軍航空隊

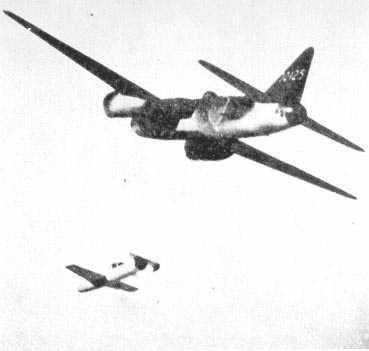
神雷部隊による攻撃。一式陸攻から桜花が発進する。

第七二一海軍航空隊（だい721かいぐんこうくうたい）は、日本海軍の部隊の一つ。特攻兵器桜花の実験・訓練部隊として編成され、太平洋戦争終盤に沖縄戦線で桜花を含む対艦特攻に従事した。通称「神雷部隊」。なお、協力して桜花の訓練・開発を行っていた第七二二海軍航空隊・第七二五海軍航空隊も本稿で述べる。

## 第七二一海軍航空隊
第二次世界大戦の後期、戦局の悪化に伴い、日本海軍は対艦攻撃手段としての特攻兵器の開発・運用を本格化させていた。1944年8月に桜花の開発が開始されると、10月1日に実験・練成部隊として、百里原飛行場を基地にて第七二一海軍航空隊（神雷部隊）が編成された。特攻兵器桜花の実験開発及び練成部隊であるのみならず、後に実戦部隊も兼ねた。また、戦闘機による特攻隊である建武隊、神雷爆戦隊、神風特攻隊も行った。
721空の通称は、「神雷部隊」であり、岡村基春司令が命名した。由来は疾風迅雷の音を取った。
主力機種は特攻兵器桜花、桜花を搬送・投下するために母機である一式陸上攻撃機、零式艦上戦闘機の護衛戦闘機を伴う戦爆連合隊として編成されたが、戦闘機隊の技量低下も著しく、戦闘機隊も爆装のうえで特攻攻撃に投入された。練習機として桜花K1（MXY-7K1）を用いた。
歴代司令
- 岡村基春 大佐：昭和19年10月1日 - 終戦

### 歴史
1944年5月20日頃 1081空分隊長大田正一少尉は、上官である司令菅原英男中佐に必中必殺の｢人間爆弾｣構想を提案する。菅原中佐は空技廠長の和田操中将に対し紹介状を書き、大田少尉の構想は、順を追って軍令部に認められることとなる。
1944年6月18〜20日頃 筑波空にて戦闘機操縦教官（士官）6〜7名に｢生還は絶対不可能だが、成功すれば戦艦でも空母でも確実に撃沈出来る新兵器｣に関する諮問が行われる。同日、大田少尉による同様の趣旨の説明が1081空でもあり、下士官搭乗員の志願者署名を集める。
1944年8月初旬 大田少尉が改めて東大航空研究所と三菱名古屋発動機製作所の研究資料を基にまとめた｢人間爆弾私案｣を航空本部に提出。
1944年8月中旬 第一線部隊を除く日本各地及び台湾、朝鮮に展開していた各航空隊にて極秘裏に｢生還を期さない新兵器｣の搭乗員募集を開始。
1944年8月16日 航空本部は大田私案に｢大⃝部品｣の秘匿名称を付け、空技廠に改正試作を命令、試作番号は｢MXY7」。
1944年8月18日 秘匿名称を｢大⃝兵器｣に改称。この時点で推進装置は火薬ロケットとなる。
1944年8月下旬 航空本部は｢大⃝兵器｣を｢桜花｣と命名。
1944年9月15日 桜花を主兵装とする特攻専門部隊の編成準備のため、準備委員として委員長は岡村基春、副委員長は岩城邦廣とし横須賀航空隊附に発令。桜花発案者の大田正一も隊付となっている。
1944年10月1日 百里原海軍航空隊を原隊として第七二一海軍航空隊（神雷部隊）を編制。この編制ではまだ特攻部隊ではなく、721空の新編は普通の航空隊新設と同様の手続きで行われた。横須賀鎮守府直卒。陸上攻撃機48・艦上戦闘機24。桜花の搭乗員は志願者の中から練度の高いパイロットが選ばれた。飛行時間1000時間前後のパイロットが中心に集められ、予備士官でも300時間以上はあった。
1944年10月10日以降 1ヶ月ほどの間に721空に下士官隊員約160名が続々と着任。桜花隊の主力となる。
1944年10月23日 相模灘にて、一式陸攻母機より無人のの試製桜花の離脱試験成功。
1944年10月31日 百里原基地にて試製桜花練習機、長野飛曹長の操縦により実用試験に成功。
1944年11月1日航空本部は「大⃝兵器に関する部隊要望事項」によって機材手当、隊員数（定員数1.7倍）、721空に対し万事優先的に取り計らうように通達可決する。
1944年11月6日 桜花ロケット地上噴射試験、12月2日までに計4回実施。
1944年11月7日 神之池基地に移転。「海軍神雷部隊」の門札を掲示。試験飛行の成功に伴い45機の桜花が721空の供給され11月中旬から訓練が開始した。桜花 (K1) の訓練は各人一回でそれを終えると技量Aになった。あとは零戦での襲撃訓練などが主体に行われた。
1944年11月11日 桜花22型用初風ロケット（ツ-11）空中試験開始、12月26日まで計19回実施。
1944年11月13日 戸塚道太郎航空本部長視閲の下桜花K1降下訓練開始、分隊長刈谷大尉訓練中失速墜落し、殉職。
1944年11月15日 721空に攻撃711、戦闘306、彗星隊を編成。連合艦隊直属。
1944年11月20日鹿島灘にて桜花実用頭部（弾頭）の爆破試験実施、成功。この頃永野修身元帥が神之池基地を視閲、隊員に賛辞を送り絶句慟哭し記念撮影をする。
1944年11月22日 長野飛曹長、試製桜花練習機でロケット噴射による350ノットまでの増速飛行試験に成功。
1944年11月23日 及川古志郎軍令部総長視閲。
1944年11月29日 前日桜花50機を搭載して横須賀を出港した空母信濃が、潮岬沖にて潜水艦アーチャーフィッシュの雷撃を受け、魚雷4本が命中沈没。
1944年12月1日 豊田副武連合艦隊長官視閲。桜花隊、陸攻隊、戦闘機隊とそれぞれ記念写真撮影、神雷鉢巻と短刀授与。
1944年12月3日 米内光政海軍省大臣が視閲。飛行場で閲兵式が行われた。
1944年12月5日 721空と762空で第一機動基地航空部隊と呼称。
1944年12月6日 辻中尉以下11名の整備班、比島クラーク基地に向け出発。
1944年12月17日 桜花30機ほかをマニラに輸送中の雲龍が雷撃を受け沈没。
1944年12月18日 桜花58機ほかを搭載した空母龍鳳は目的地を台湾に変更し、1月8日基隆入港。
1944年12月19日 桜花第2、3、4分隊を進出第一陣とし、第1分隊は後詰め隊員の錬成用基幹員として、第二陣とすることが決定。攻撃708飛行隊を721空に編入。
1944年12月20日 連合艦隊直属の第十一航空戦隊を編成。
1944年12月26〜29日 攻撃711飛行隊と桜花第2、3、4分隊は大分基地に進出し、対艦攻撃訓練実施。戦闘306飛行隊も別途参加。桜花第1分隊は熱海にて｢臨界訓練｣。
1945年1月4〜6日 桜花第一陣（第2〜4分隊）上京。宮城（皇居）、靖国神社、明治神宮に出陣報告。
1945年1月8日 神之池基地に東宝慰安団が訪問。下士官隊員による暴動事件が発生。
1945年1月9日頃 在比陸海軍航空兵力は最後の特攻作戦を実施、桜花隊比島進出計画は自然消滅。
1945年1月20日から 桜花隊第一陣と攻撃711飛行隊、306飛行隊が九州南部各基地に逐次展開。
1945年2月1日 721空に戦闘305飛行隊編入、戦闘307飛行隊編成。
1944年2月10日 第五航空艦隊編制。十一航空戦隊が編入され、五航艦直属になる。この編制によって神雷部隊は正式に特攻部隊となった。
1945年2月16〜17日米機動部隊関東地方来襲神之池基地にて訓練中の攻撃711飛行隊の陸攻13機炎上、19機被弾。
1945年3月18日 戦闘306、307（冨岡）、305（鹿屋）は各基地上空にて敵艦上機のべ300機と交戦、戦死24名、桜花攻撃直掩隊としての機能喪失。桜花攻撃命令を受けた攻撃708飛行隊、宇佐基地にて出撃直前を奇襲され、陸攻11機炎上し、出撃出来ず。
1945年3月20日 戦闘305残存搭乗員は203空に転属。
1945年3月21日 野中五郎を指揮官とした第一次神雷桜花特別攻撃隊出撃。陸攻18機、直掩零戦19機、間接援護零戦11機出撃するも、敵戦闘機の迎撃を受け、陸攻隊全滅、零戦10機未帰還、戦死者160名。なお神雷部隊の生き残りである長濱敏行によれば、投下母機の副操縦員は、桜花の投下ボタンを押す立場であると同時に、敵戦闘機の攻撃等で桜花の操縦員が死傷した場合には、代わりに桜花に乗り込んで敵艦に突入する役割も担っていたという。
1945年3月23日 戦闘306、307残存搭乗員は203空に転属
1945年3月24日 桜花隊隊員冨高基地に集合。五十番(500kg爆弾)装備の爆戦特攻採用の説明を受ける。
1945年4月2日第一建武隊の特攻で4機中3機突入報告が入り、隊員たちの愁眉がひらいた。桜花の使用は母機である一式陸攻の性能不十分で成功の算少なしという理由でその後ほとんど使われることはなかった。岡村司令は、他の隊でやっているような爆撃の固縛はしない、別々に離し、貫通によって効果を大きくする、直前で離せ、遠くでも離せ、敵に捕まったら捨てて空戦をしろ、死ぬことが目的ではない、戦果を上げるために何回でも行ってもらうと爆撃戦の指導を行った。任務以外の時間はうるさいことを言わず隊員の自由に過ごさせていた。1945年5月28日新聞で「第一回神雷桜花特別攻撃隊」が「第一神風特別攻撃隊神雷部隊桜花隊」の名称で公表された。
1945年4月5日 十航艦から鹿屋に進出の爆撃隊、721空指揮下に編入される。
1945年4月14日 神之池基地より新庄中尉率いる第二陣43名が鹿屋に進出。
1945年4月15日 神雷部隊宿舎の野里国民学校で第二陣進出記念の｢運動会｣が行われる。
1945年4月18日 神之池基地より多木中尉率いる第三陣13名が冨高基地に進出。
1945年4月20日 桜花隊隊員の大部分が冨高基地に後退。
1945年4月25日 谷田部海軍航空隊から昭和隊、大村海軍航空隊から神剣隊、元山海軍航空隊から七生隊、筑波海軍航空隊から筑波隊が神風特攻隊のため編入される。721空は本拠地を谷田部飛行場に移して練成を進めたものの練成は新編の第七二二海軍航空隊に譲り、鹿屋飛行場・喜界島飛行場に進出したうえで特攻攻撃に専念した。終戦間際まで、特攻攻撃を続けたが、実際の戦果は乏しかった。
1945年4月26日 編成換えにともない、十航艦からの爆戦隊は戦闘306に編入される。神之池基地より楠本中尉率いる第四陣26名が冨高基地に進出。
1945年5月22日 桜花四三乙型二座練習機が風洞試験。
1945年5月28日 海軍は神雷部隊の存在を公表。新聞各紙一斉に報道。
1945年6月10日 岡本中尉率いる爆戦6機が喜界島に進出
1945年6月26日 神之池基地上空にて桜花ニニ型の飛行試験中、加速ロケットの不時点火により試験失敗、長野少尉殉職。
1945年6月27日 武山海兵団に設置された射出機により、桜花四三乙型二座練習機の射出試験実施。
1945年7月1日 比叡山基地に桜花四三乙型装備部隊として725空が開隊される。
1945年7月2日 海軍総隊、｢決号作戦｣(本土決戦)のための展開を下令。攻撃708の陸攻と搭乗員、マリアナ基地制圧のための｢剣号作戦｣参加のため、三沢基地と第二千歳基地に展開。
1945年7月上旬 桜花隊員全員陸路小松基地に後退、移動。
1945年8月1日 平野大尉より桜花ニニ型再試験。投下直前に激しい振動あり中止。調査の結果、支持架断裂が判明。
1945年8月18日 桜花発案者の大田中尉、零式練戦を操縦し鹿島灘に突入。
1945年8月19日 鹿屋基地の戦闘306は即日解散、復員。
1945年8月20日 剣号作戦部隊解散式、攻撃708飛行隊は小松基地に復帰。
1945年8月21日 5航艦長官草鹿中将、721空に解散命令。松山、冨高基地の戦闘306飛行隊復員開始。小松基地展開の桜花隊と攻撃708飛行隊、解散式。山村上飛曹の提案により桜花隊員は3年後の3月21日に靖国神社での再開を申し合わせる。
1945年8月21日解隊。終戦までの戦死者は、桜花による特攻で55名、母機の陸攻で365名、援護戦闘機で10名、建武隊による特攻で89名、神雷爆戦隊による特攻で9名、神風特別攻撃隊による特攻で187名、その他戦死・殉職者で114名の合計829名である。
1965年3月21日第一次桜花攻撃20周年記念として、神奈川県鎌倉市建長寺に『神雷戦士の碑』が元神雷部隊隊員らにより建立される。毎年3月21日に『神雷戦士の碑』にて慰霊祭が執り行われている。

### 戦歴
- 昭和20年（1945年）

3月21日 九州沖航空戦において四国沖の機動部隊に向け第一回神雷桜花特別攻撃隊出撃（陸攻18・桜花15・直掩零戦19機・間接援護零戦11機）。敵戦闘機の迎撃を受け、陸攻隊全滅、零戦10機未帰還、戦死者160名。
4月1日 沖縄上陸部隊に向け第二回神雷桜花特別攻撃隊出撃（陸攻6・桜花6）。LST1隻大破・輸送艦1隻小破。突入2を含め陸攻・桜花各4喪失。
4月2日 第一建武隊出撃（爆装零戦30）、揚陸艦1隻大破 突入機を含め4機喪失。
4月3日 第二建武隊出撃（爆装零戦22）、護衛空母ウェーク・アイランド中破。突入を含め6機喪失。
4月6日 第三建武隊出撃（爆装零戦19）、戦果なし・18機喪失。
神風特別攻撃隊出撃（零戦45機）
4月7日 第四建武隊出撃（爆装零戦12）、正規空母ハンコック損傷・突入1を含む9機喪失。
4月11日 第五建武隊出撃（爆装零戦16）、戦果なし・13機喪失。
4月12日 第三回神雷桜花特別攻撃隊出撃（陸攻8・桜花8）。駆逐艦マンナート・L・エイブル撃沈。同スタンレー大破。陸攻2機帰還。
神風特別攻撃隊出撃（零戦17機）
4月14日 第四回神雷桜花特別攻撃隊出撃（陸攻7・桜花7）。全機喪失。
第六建武隊出撃（機数不明）、戦果なし・6機喪失。
神風特別攻撃隊出撃（零戦22機）
4月16日 第五回神雷桜花特別攻撃隊出撃（陸攻6・桜花6）。戦果なし・陸攻2・桜花1帰還。
第七建武隊出撃（爆装零戦12）、戦果なし・9機喪失。
第八建武隊出撃（爆装零戦12）、戦果なし・5機喪失。
神風特別攻撃隊出撃（零戦32機）
4月28日 第六回神雷桜花特別攻撃隊出撃（陸攻4・桜花4）。戦果なし・陸攻2・桜花3帰還。
4月29日 第九建武隊出撃（爆装零戦12）。駆逐艦ハガード、同ヘイゼルウッド撃破・10機喪失。
神風特別攻撃隊出撃（零戦17機）
5月4日 第七回神雷桜花特別攻撃隊出撃（陸攻7・桜花7）。駆逐艦シェイ撃破・陸攻2・桜花1帰還。
神風特別攻撃隊出撃（零戦15機）
5月11日 第十建武隊出撃（爆装零戦4）、戦果なし・全機喪失。
第八回神雷桜花特別攻撃隊出撃（陸攻4・桜花4）。駆逐艦ヒュー・W・ハッドリー撃破・陸攻1・桜花1帰還。
神風特別攻撃隊出撃（零戦22機）
5月14日 第十一建武隊出撃（爆装零戦5）、戦果なし・全機喪失。
神風特別攻撃隊出撃（零戦17機）
5月25日 第九回神雷桜花特別攻撃隊出撃（桜花3機、陸攻3機）
6月22日 第一神雷爆戦隊出撃（爆装零戦8）、戦果なし・7機喪失。
第十回神雷桜花特別攻撃隊出撃（陸攻6・桜花6）。掃海駆逐艦エリソン・揚陸艦2隻撃破。陸攻2・桜花2帰還。
8月11日 第二神雷爆戦隊（爆装零戦5）、戦果なし・2機喪失。

## 第七二二海軍航空隊
桜花練成部隊として1945年（昭和20年）2月15日に七二一空の桜花第一分隊を基幹として新編された。七二一空が1月から鹿屋に転出したため、七二一空の使用していた谷田部飛行場の諸施設を継承して訓練に従事した。通称は「竜巻部隊」。谷田部飛行場敷地内の「竜巻山」を由来とする。神雷隊の要員補充のために訓練を継続していたが、最終的には銀河を母機とする特攻実戦部隊への成長を期待されていた。部隊として実戦の機会を得ずに終戦を迎え、解散した。
歴代司令
- 鈴木正一中佐：1945年2月15日 - 1945年3月7日
- 渡辺薫雄大佐：1945年3月8日 - 終戦

## 第七二五海軍航空隊
1945年（昭和20年）
母機を必要としないカタパルト射出式の桜花43型の要員を養成するため、比叡山東斜面に特設した射出台を使用した訓練部隊。訓練用桜花は休止中の比叡山鉄道坂本ケーブルや軌道敷などの設備は滋賀海軍航空隊が摂取改良し搬入する事になる。比叡山の秘密基地、カタパルト完成後の操縦訓練は比叡山を飛びたった桜花は滋賀海軍航空隊の新設した滑走路に着陸し滋賀海軍航空隊が収容し軌道敷にて桜花を比叡山の麓まて移動しケーブルカーで比叡山の基地に引き揚げをすることとなっていた。実戦の機会がないまま終戦を迎えた。なお、実機の桜花43型はコロネット作戦に備えて房総半島への配備を予定していた。
5月1日-滋賀海軍航空隊を通じ滋賀空の中から比叡山への案内の元に比叡山の視察をする。
5月18日-海軍航空本部より比叡山のカタパルト工事の施工発令が出る。施設工事は滋賀海軍航空隊。
伊吹部隊
6月15日-滋賀海軍航空隊甲飛13期生の一部と宝塚海軍航空隊から転隊した志願者約800名が「航空特攻 伊吹部隊」を編成する。
神雷部隊
7月1日-滋賀海軍航空隊の別動隊で伊吹部隊（近江隊、山城隊、播磨隊) グライダーの操縦訓練で合格した者は一旦、滋賀空に戻り滋賀空より比叡山の桜花特攻部隊で開隊された第七二五部隊（神雷部隊)に編入する。
7月4日-滋賀海軍航空隊の甲飛15期生・甲飛16期生は「太湖特攻隊」と命名され比叡山の宿坊に駐留し[60]、比叡山山腹にある櫻花を操る第七二五海軍航空隊カタパルト地下壕掘りと警備に着く[62]。
7月25日-神之池海軍航空隊の約40名は比叡山の第七二五海軍航空隊（鈴木部隊）に編入する。宿舎は滋賀海軍航空隊。
7月27日-第七二五海軍航空隊（鈴木部隊）は零式艦上戦闘機3機を滋賀海軍航空隊に配備する。
8月11日-茨城県の百里原海軍航空隊より航空専科教程を終えた十数名が第七二五海軍航空隊に編入[75]。宿舎不明
歴代司令
- 鈴木正一中佐：1945年7月1日 - 終戦